# Fontaine des Morts
La Fontaine des Morts est une fontaine du XVIe siècle, située à Poligny, en France.

## Généralités
La fontaine est située dans la rue du Collège et place Saint-Hippolyte, sur le territoire de la commune de Poligny, dans le département du Jura, en région Bourgogne-Franche-Comté, en France. Elle tire sont nom du fait qu'elle se trouvait dans l'ancien cimetière de la ville et se trouve à proximité de la collégiale Saint-Hippolyte.

## Histoire
La fontaine date du XVIe siècle, probablement de 1525, date inscrite sur le fronton.
Elle est classée au titre des monuments historiques par arrêté du 19 janvier 1911. Ses canalisations furent restaurées en 1833 et la maçonnerie en 1960.

## Description
La fontaine consiste en un bassin ovale pénétrant dans la façade en forme d’alcôve. Elle est encadrée de deux pilastres de style ionique cannelé. Surmontant la fontaine, un fronton triangulaire contient la date de construction ainsi que la devise de la ville  « À Dieu playse Poligny ». Un blason mutilé est également présent entre le fronton et la façade.